# Хамилкар I
Хамилкар I или Хамилкар Магон е владетел на Картаген. Син е на Магон I и внук на Ханон I, член на династията Магониди.
Според Херодот, Хамилкар I бил син на гъркиня от Сиракуза и се издигнал за първенец на пунически Картаген благодарение на изключителните си качества и смелост. Като суфет му е поверена огромна армия която в 480 г. пр.н.е. в съюз с Терил /тиран в изгнание на Химера/ и Анаксил /владетел на Регия/ нахлува в гръцката източна част на Сицилия с цел да свали от власт управляващия Сиракуза тиран – Гелон. По всяка вероятност, Хамилкар I с Картаген е имал съюзнически отношения и договорки с „великия цар“ на Ахеменидите – Ксеркс.
Херодот пише, че картагенците били победени в битка при Химера от сицилианските гърци в същия ден в който персите са разгромени в прословутата морска битка при Саламин. Според Херодот, Хамилкар изчезва по време на битката, но картагенците твърдят, че Хамилкар се жертвал за каузата хвърляйки се в огъня на жертвоприношението на тофета, виждайки че няма как да спре поражението на войските си и бягащите от полесражението свои войници, в която връзка следва да се отчита и обстоятелството, че баща му предприема военна реформа вследствие на която картагенската армия от наборна става изцяло наемна, като само офицерите са пуни. По това време век са загубени предходните войнски традиции от времето на победата при Алалия и завоюването на Тартес.